# Apodemus peninsulae
Apodemus peninsulae är en däggdjursart som först beskrevs av Thomas 1907.  Apodemus peninsulae ingår i släktet skogsmöss och familjen råttdjur. IUCN kategoriserar arten globalt som livskraftig. Inga underarter finns listade.
Arten når en kroppslängd (huvud och bål) av 8,0 till 11,8 cm och en svanslängd av 7,5 till 10,3 cm. Den har 2,1 till 2,3 cm långa bakfötter och 1,4 till 1,7 cm stora öron. På kroppens sidor är den rödbruna pälsen lite blekare och mindre röd än på ryggens topp. Det finns ingen skarp gräns mot den ljusgråa undersidan men övergången är inte heller stegvis. Hos honor förekommer fyra par spenar.
Denna skogsmus förekommer från östra Sibirien (Ryssland) till Kina, Koreahalvön och norra Japan. I bergstrakter når arten 4000 meter över havet. Habitatet utgörs av olika slags skogar, buskskogar, bergsängar och jordbruksmark.
Individerna gräver underjordiska bon som ligger upp till 40 cm under markytan och som kan vara 3,5 meter långa. Födan utgörs av rötter, nötter, bär, trädens frön och några insekter. I boet skapas ett förråd. Honor parar sig vanligen tre gånger per år och en kull har 5 eller 6 ungar.